# 贝卢勒特里沙尔
贝卢勒特里沙尔（法語：Bellou-le-Trichard，法語發音：[bɛlu lə tʁiʃaʁ] ⓘ）是法国奥恩省的一个市镇，属于莫尔塔涅欧佩什区。

## 地理
贝卢勒特里沙尔（48°16'4"N, 0°32'47"E）面积9.67 平方千米，位于法国诺曼底大区奧恩省，该省份为法国西北部内陆省份，北起顺时针与卡爾瓦多斯省、厄尔省、厄尔-卢瓦省、萨尔特省、马耶讷省和芒什省接壤。
与贝卢勒特里沙尔接壤的市镇（或旧市镇、城区）包括：伊热、普夫赖、库德尔河畔圣日耳曼、拉沙佩勒迪布瓦。

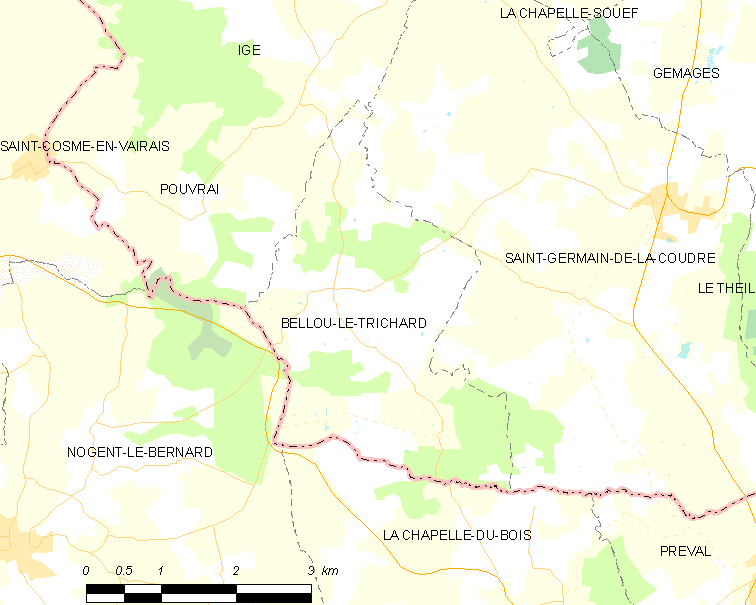
贝卢勒特里沙尔的OSM定位图

贝卢勒特里沙尔的时区为UTC+01:00、UTC+02:00（夏令时）。

## 行政
贝卢勒特里沙尔的邮政编码为61130，INSEE市镇编码为61041。

## 政治
贝卢勒特里沙尔所属的省级选区为瑟通县。

## 人口

1962-2008年间贝卢勒特里沙尔人口变化图示

贝卢勒特里沙尔于2022年1月1日时的人口数量为196人。